# I Don't Care (Cheryl Cole)
I Don't Care è un singolo della cantante inglese Cheryl Cole, estratto dal quarto album in studio dell'artista, Only Human e pubblicato dalla Polydor Records il 2 novembre 2014.

## Video musicale
Il video musicale della canzone è stato diretto da Colin Tilley e girato a Malaga, in Spagna.

## Tracce
Testi e musiche di Cheryl Cole, Jocke Åhlund, Bonnie McKee e John Newman.
1. I Don't Care – 4:00

## Classifiche
| Classifica (2014) | Posizione massima |
| ----------------- | ----------------- |
| Regno Unito       | 1                 |